# 9-Provinzen-Rundfahrt
Das Straßenradrennen 9-Provinzen-Rundfahrt (Omloop der 9 Provincies) war ein belgischer Radsportwettbewerb, der als Etappenrennen veranstaltet wurde.

## Geschichte
Die 9-Provinzen-Rundfahrt wurde 1954 begründet und bis 1962 organisiert. Veranstalter war der Verein Hoboken WAC. Start und Ziel der Rundfahrt war Hoboken, ein Ortsteil von Antwerpen. Das Rennen führte über fünf bis sieben Etappen mit einem Ruhetag und durchquerte alle neun belgischen Provinzen. Neben der Gesamteinzelwertung wurden in einigen Jahren eine Mannschaftswertung und die Bergwertung ausgefahren.
Das Etappenrennen war für Amateure und Unabhängige offen. Neben den belgischen Vereinsmannschaften starteten Nationalmannschaften aus der DDR, Italien, Österreich, Frankreich, Schweden, England, der Schweiz, Norwegen und der Bundesrepublik Deutschland. Dazu waren auch Einzelfahrer aus Belgien zugelassen. Die Unabhängigen starteten in professionellen Mannschaften von Radsportteams. Von den Fahrern aus der DDR gelangen Johannes Schober (zweifach), Manfred Weißleder und Bernhard Trefflich Etappensiege. Trefflich gewann 1956 die Bergwertung.

## Palmarès
| Jahr | Sieger                  | Zweiter           | Dritter            |
| ---- | ----------------------- | ----------------- | ------------------ |
| 1954 | Lars Nordwall           | Adhémar De Blaere | Jules Mertens      |
| 1955 | Roger Baudechon         | Aimé Van Avermaet | Arthur De Cabooter |
| 1956 | Roger Vindevogel        | Alan Jackson      | Alfons Hanssens    |
| 1957 | Jan Meuris              | Jan van Vlieth    | Joseph Vlobergs    |
| 1958 | Alfons Hermans          | Alfons Hanssens   | Johannes Schober   |
| 1959 | Lode Troonbeeckx        | Jan de Roover     | Gommaar van Geel   |
| 1960 | Jacques Van de Klundert | Emiel Verstraete  | Gilbert Maes       |
| 1961 | Victor Van Schil        | Roger De Breuker  | Jan Janssen        |
| 1962 | Edward Sels             | Jan Pieterse      | Andre Claeys       |